# Sylvain (Vorname)
Sylvain ist ein männlicher Vorname. Er ist die französische Form des Vornamens Silvan, der von lateinisch Silvanus abgeleitet ist.
Die weibliche Form des Namens ist Sylvaine.

## Namensträger
- Sylvain Ageorges (* 1965), französischer Fotograf
- Sylvain André (* 1995), französischer Radrennfahrer
- Sylvain Arend (1902–1992), belgischer Astronom
- Sylvain Armand (* 1980), französischer Fußballspieler
- Sylvain Azougoui (1983–2014), togoisch-beninischer Fußballspieler
- Sylvain Barou (* 1978), französischer Flötist und Multiinstrumentalist
- Sylvain Bataille (* 1964), französischer Geistlicher und römisch-katholischer Bischof von Saint-Étienne
- Sylvain Beauchamp (* 1964), franko-kanadischer Eishockeyspieler-, -trainer und -funktionär
- Sylvain Bellemare (* 1968), kanadischer Tontechniker
- Sylvain Bemba (1934–1995), kongolesischer Schriftsteller, Musiker und Journalist
- Sylvain Beuf (* 1964), französischer Jazz-Saxophonist, Komponist und Arrangeur
- Sylvain Boulay (* 1955), französischer Autorennfahrer
- Sylvain Brébart (1886–1943), belgischer Fußballspieler
- Sylvain Calzati (* 1979), französischer Radrennfahrer
- Sylvain Cambreling (* 1948), französischer Dirigent
- Sylvain Cappell (* 1946), US-amerikanischer Mathematiker
- Sylvain Chauveau (* 1971), französischer Komponist und Musiker
- Sylvain Chavanel (* 1979), französischer Radrennfahrer
- Sylvain Chomet (* 1963), französischer Filmregisseur, Comicautor und Drehbuchautor
- Sylvain Côté (* 1966), kanadischer Eishockeyspieler
- Sylvain Crovisier (* 1984), französischer Mathematiker
- Sylvain Curinier (* 1969), französischer Kanute
- Sylvain Daniel (* 1979), französischer Pop- und Jazzmusiker
- Sylvain Darrifourcq (* 1979), französischer Jazz- und Improvisationsmusiker
- Sylvain Distin (* 1977), französischer Fußballspieler
- Sylvain Dodet (* 1974), französischer Triathlet
- Sylvain Dufour (* 1982), französischer Snowboarder
- Sylvain Dufresne (* 1978), kanadischer Eishockeyspieler
- Sylvain Dupuis (1856–1931), belgischer Komponist, Dirigent, Musikpädagoge und Konzertorganisator
- Sylvain Estibal (* 1967), französischer Journalist, Schriftsteller und Regisseur
- Sylvain Francisco (* 1997), französischer Basketballspieler
- Sylvain Freiholz (* 1974), Schweizer Skispringer
- Sylvain Fridelance (* 1995), Schweizer Duathlet und Triathlet
- Sylvain Garant (1925–1993), französischer Rallye- und Rundstrecken-Rennfahrer
- Sylvain Georges (* 1984), französischer Straßenradrennfahrer
- Sylvain-Marie Giraud (1830–1885), französischer römisch-katholischer Priester, Ordensoberer, Mystiker und Autor
- Sylvain Meinrad Xavier de Golbéry (1742–1822), französischer Genieoffizier und Geograph
- Sylvain Gontard (* 1973), französischer Jazzmusiker
- Sylvain Gouguenheim (* 1960), französischer Professor der Mediävistik, Historiker und Autor
- Sylvain Grébaut (1881–1955), französischer Geistlicher und Äthiopist
- Sylvain Grosjean (* 1990), französischer Badmintonspieler
- Sylvain Grysolle (1915–1985), belgischer Radrennfahrer
- Sylvain Guillaume (* 1968), französischer Skisportler (Nordische Kombination)
- Sylvain Guintoli (* 1982), französischer Motorradrennfahrer
- Sylvain Idangar (* 1984), französischer Fußballspieler tschadischer Abstammung
- Sylvain Ilboudo, burkinischer Straßenradrennfahrer
- Sylvain Itté (* 1959), französischer Diplomat
- Sylvain Kassap (* 1956), französischer Musiker (Klarinetten, Altsaxophon, Perkussion, Keyboards, Komposition)
- Sylvain Kastendeuch (* 1963), französischer Fußballspieler und Sportfunktionär
- Sylvain Lavoie (* 1947), kanadischer Geistlicher und römisch-katholischer Erzbischof von Keewatin-Le Pas
- Sylvain Lefebvre (* 1967), kanadischer Eishockeyspieler und -trainer
- Sylvain Lévi (1863–1935), französischer Indologe und Orientalist
- Sylvain Liberman (1934–1988), französischer Physiker (Atomphysik, Laserspektroskopie)
- Sylvain Loosli (* 1986), französischer Pokerspieler
- Sylvain Luc (1965–2024), französischer Jazz-Gitarrist
- Sylvain Mabe (* 1999), deutscher Musiker und Schauspieler
- Sylvain Marveaux (* 1986), französischer Fußballspieler
- Sylvain Maréchal (1750–1803), französischer Dichter, Philosoph und Schöpfer des Maréchal-Kalenders
- Sylvain Auguste de Marseul (1812–1890), französischer Geistlicher und Entomologe
- Sylvain Miaillier (* 1986), französischer Freestyle-Skier
- Sylvain Monsoreau (* 1981), französischer Fußballspieler
- Sylvain Neuvel (* 1973), kanadischer Autor
- Sylvain Périer (* 1960), französischer Künstler (Malerei, Figuration Libre)
- Sylvain Eugène Raynal (1867–1939), französischer Militäroffizier und Stadtkommandant von Mainz
- Sylvain Rifflet (* 1976), französischer Jazzmusiker (Saxophone, Flöte, Klarinette) und Filmkomponist
- Sylvain Rodier (* 1977), kanadischer Eishockeyspieler
- Sylvain Rota (* 1984), französischer Triathlet
- Sylvain Salnave (1826–1870), haitianischer Politiker und Präsident von Haiti
- Sylvain Sudrie (* 1982), französischer Triathlet
- Sylvain Tesson (* 1972), französischer Reiseschriftsteller
- Sylvain Turgeon (* 1965), kanadischer Eishockeyspieler
- Sylvain Vasseur (* 1946), französischer Radrennfahrer
- Sylvain van de Weyer (1802–1874), belgischer Staatsmann
- Sylvain White (* 1975), französischer Filmregisseur
- Sylvain Wiltord (* 1974), französischer Fußballspieler

Zweitname
- Jean-Sylvain Bailly (1736–1793), französischer Astronom und erster Bürgermeister von Paris